# Condado de Chattooga
El condado de Chattooga (en inglés: Chattooga County) es un condado en el estado estadounidense de Georgia. En el censo de 2000 el condado tenía una población de 25.470 habitantes. La sede de condado es Summerville.

## Geografía
Según la Oficina del Censo, el condado tiene un área total de 812 km² (314 sq mi), de la cual 810,4 km² (313 sq mi) es tierra y 1,6 km² (1 sq mi) (0,07%) es agua.

### Condados adyacentes
- Condado de Walker (norte)
- Condado de Floyd (este y sur)
- Condado de Cherokee, Alabama (oeste)
- Condado de DeKalb, Alabama (oeste)

### Áreas protegidas nacionales

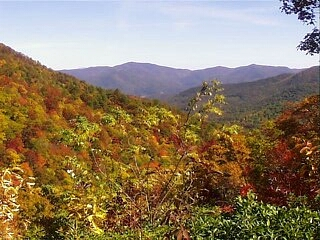
Chattahoochee-Oconee National Forest.

- Chattahoochee-Oconee National Forest

## Autopistas importantes
- U.S. Route 27
- Ruta Estatal de Georgia 1
- Ruta Estatal de Georgia 48
- Ruta Estatal de Georgia 100
- Ruta Estatal de Georgia 114
- Ruta Estatal de Georgia 157
- Ruta Estatal de Georgia 337

## Demografía
En el  censo de 2000, hubo 25.470 personas, 9.577 hogares y 6.837 familias residiendo en el condado. La densidad poblacional era de 81 personas por milla cuadrada (31/km²). En el 2000 había 10.677 unidades unifamiliares en una densidad de 34 por milla cuadrada (13/km²). La demografía del condado era de 86,71% blancos, 11,21% afroamericanos, 0,08% amerindios, 0,12% asiáticos, 0,02% isleños del Pacífico, 0,84% de otras razas y 1,02% de dos o más razas. 2,11% de la población era de origen hispano o latino de cualquier raza. 
La renta promedio para un hogar del condado era de $30.664 y el ingreso promedio para una familia era de $36.230. En 2000 los hombres tenían un ingreso medio de $26.505 versus $21.014 para las mujeres. La renta per cápita para el condado era de $14.508 y el 14,30% de la población estaba bajo el umbral de pobreza nacional.

## Ciudades y pueblos
- Lyerly
- Menlo
- Summerville
- Trion